# 异鳞箬鳎
异鳞箬鳎（学名：Brachirus pan）或恆河寬箬鰨為輻鰭魚綱鰈形目鰨亞目鰨科的其中一種，為熱帶魚類，分布於印度西太平洋區，從印度東部至馬來半島、中國淡水、半鹹水及海域，體長可達9公分，棲息在河川下游、河口區底層水域，生活習性不明。该物种的模式产地在恒河。